# East Saltoun
East Saltoun ist eine Ortschaft in der schottischen Council Area East Lothian. Sie liegt einen Kilometer südlich des linken Tyne-Ufers rund acht Kilometer südwestlich von Haddington und 20 Kilometer südöstlich von Edinburgh. Die nächstgelegenen Ortschaften sind West Saltoun und Pencaitland im Westen beziehungsweise Nordwesten. Bei Zensuserhebung 1991 lebten 220 Personen in East Saltoun.
Die neogotische Saltoun Parish Church ist Pfarrkirche des gleichnamigen Parishs. Sie stammt aus dem Jahre 1805 und entstand möglicherweise nach einem Entwurf des schottischen Architekten Robert Burn, der auch das zugehörige Pfarrhaus gestaltete. Am Standort ist seit spätestens 1244 eine Kirche belegt. Rund 1,5 Kilometer nordöstlich befindet sich Pilmuir House, das William Cairns im Jahre 1624 errichten ließ. Es gilt als seltenes Beispiel für ein weitgehend unverändert erhaltenes Wohngebäude eines Lairds aus dem 17. Jahrhundert.

## Geschichte
Die Geschichte der Ländereien von Saltoun geht auf das 12. Jahrhundert zurück. Die einflussreiche Familie de Morville mit dem Familienoberhaupt Hugh de Morville, Lord of Cunningham, in deren Besitz sich das Anwesen zu dieser Zeit befand, ließ dort eine Festung errichten. Hierbei dürfte es sich um ein Tower House gehandelt haben. Um 1260 erwarb William Abernethy Saltoun und die Festung wurde 1400 Stammsitz der Lords Saltoun. Andrew Fletcher, Lord Innerpeffer erwarb das Anwesen im Jahre 1643. Heute befindet sich dort das Herrenhaus Saltoun Hall.

## Verkehr
In einer dünnbesiedelten, ländlichen Region gelegen, führt keine Fernverkehrsstraße direkt durch die Ortschaft. Die Chirnside mit Cockenzie verbindende B6355 bildet die Hauptstraße East Saltouns. Sie bindet die Ortschaft an die A1 (London–Edinburgh) an. Mehrere Kilometer westlich verläuft die A68 (Darlington–Dalkeith).
Im 19. Jahrhundert wurde East Saltoun mit einem eigenen Bahnhof entlang einer Stichbahn an das Schienennetz angeschlossen. Der „Saltoun“ genannte Bahnhof lag westlich von West Saltoun. Infolge der geringen Auslastung der nach Gifford führenden Strecke, wurde der Passagierverkehr 1933 eingestellt. 1960 wurde der Bahnhof aufgelassen und die Trasse später als Radwanderweg ausgebaut.